# 說太多
《說太多》，是台灣歌手周興哲於2022年7月1日發行的歌曲。

## 製作
《說太多》由周興哲作詞，周興哲作曲、林頡編曲。

## 外部連結
- Eric周興哲《說太多 Say Too Much》Official Music Video （页面存档备份，存于）